# Naja oxiana
Naja oxiana és una espècie de serp del gènere Naja i la família Elapidae.

## Descripció
Aquesta espècie de serp aconsegueix una longitud d'entre 1 metre a 1.50, dificultosament sobrepassant tals talles. La tonalitat del cos és d'un marró clar, distribuït de manera uniforme, no obstant això, s'han trobat individus que presenten coloreixis cafè, xocolata i, fins i tot, groguenc. Alguns individus, en casos bastant infreqüents, conserven la coloració de la seva etapa juvenil. La caputxa, característica de totes les espècies de cobra, no presenta taques ni marques de cap tipus, com si observem en altres Naja, com la més coneguda Naja naja.
Els exemplars joves posseeixen tonalitats extremadament pàl·lides, i comparant-los amb els individus en fase adulta, són molt menys atractius.

## Distribució geogràfica
L'àrea de dispersió natural de la Naja oxiana s'estén per Uzbekistan, Tadjikistan, Turkmenistan, Kirguizstan, el Caixmir pakistanès, Afganistan, Índia i l'Iran.